# Политика на голямата тояга
Политиката на голямата тояга (на английски: Big Stick Policy, Big Stick ideology, Big Stick diplomacy) е интерпретативно доразвитие и надграждане от Теодор Рузвелт на доктрината Монро по отношение на страните от Латинска Америка. Обявена е през 1904 - 1905 г. по отношение на Латинска Америка, макар че след испано-американската война САЩ надхвърлят във външната си политика – западното полукълбо.
Политиката на голямата тоята „легитимира“ силовия подход към налагането на интересите на САЩ в Латинска Америка, а от 1933 г. и в света. В края на 1932 г. правителствата на няколко южноамерикански държави подписват антивоенен пакт, наречен на неговия автор – Пакта „Сааведра Ламас“, който САЩ неодобряват и изоставят тази си политика. 
Политиката на голямата тояга е следствие от американската победа в испано-американската война. Тя е възприета и доразвивана успоредно на нарастващата икономическа мощ на САЩ до ПСВ, и особено след края на световната война. След „голямата депресия“, Белият дом изоставя тази политика съзирайки заплаха за своите интереси не само в Латинска Америка, а по цялото земно кълбо. Президентът Франклин Рузвелт я заменя с нова геополитическа доктрина – политиката на добрия съсед (на английски: Good Neighbor policy), а след края на ВСВ, САЩ като световен хегемон, въвеждат и следват изцяло нови геополитически доктрини.